# Dacryodes edilsonii
Dacryodes edilsonii là một loài thực vật có hoa trong họ Burseraceae. Loài này được Daly mô tả khoa học đầu tiên năm 2005.